# Centropomus robalito
Centropomus robalito är en fiskart som beskrevs av Jordan och Gilbert 1882. Centropomus robalito ingår i släktet Centropomus och familjen Centropomidae. IUCN kategoriserar arten globalt som livskraftig. Inga underarter finns listade i Catalogue of Life.